# TOO MUCH PAIN
「TOO MUCH PAIN」（トゥ・マッチ・ペイン）は、日本のロックバンド、THE BLUE HEARTSの通算12枚目のシングル。
5thアルバム『HIGH KICKS』からのリカット。

## 解説
「TOO MUCH PAIN」はバンドがアマチュア時代から演奏されていたバラードであり、5thアルバムにて初音源化される。以前は真島のギターのみの演奏でヒロトが歌っていた。1987年頃までは普通に演奏されていたが、それ以降は「特別な日」以外には演奏されなくなり、2人で演奏した同曲の最後は1989年5月31日に代々木第一体育館で行われた「ON TOUR」最終日で、昔2人でブルース・スプリングスティーンのライブを見た思い出の会場。
自主制作された3曲入りシングルCD「ブルーハーツのテーマ」に「チェルノブイリ」と共に収録予定だったが、「チェルノブイリ」と方向性の似ている新曲「シャララ」を収録する事となり、同曲は外される事になる。後にアルバム『HIGH KICKS』にアレンジされて収録された。

## 収録曲
1. TOO MUCH PAIN
（作詞・作曲: 真島昌利）
ライブでは一時期、この曲が演奏されはじめると一部の客席から手拍子が起きるのを甲本はかなり嫌がっていた。
デモ音源があり、(そのデモはおそらくメルダック時代のものと思われる)。その音源では、インディーズ時代と同じように甲本と真島の二人で演奏されており、アウトロがかなり短く、テンポも速いものとなっている。のちに発売されたこの曲のremixバージョンに近い。
2. 泣かないで恋人よ
（作詞・作曲: 真島昌利）
ブルーハーツのサポートメンバーだった白井幹夫が、自身のソロライブやTHE BIG HIPでも度々演奏している。